# Atrichelaphinis nigra
Atrichelaphinis nigra är en skalbaggsart som beskrevs av Franz Antoine 2002. Atrichelaphinis nigra ingår i släktet Atrichelaphinis och familjen Cetoniidae. Inga underarter finns listade.